# Fluorid molybdeničný
Fluorid molybdeničný je anorganická sloučenina s chemickým vzorcem MoF5.

## Příprava
Fluorid molybdeničný vzniká reakcí reakcí molybdenu s fluoridem molybdenovým:
Mo + 5 MoF6 → 6 MoF5
Fluorid molydeničný lze také připravit reakcí hexakarbonylu molybdenu s fluorem při teplotě −78 °C:
2 Mo(CO)6 + 5 F2 → 2 MoF5 + 12 CO
Lze jej také připravit redukcí fluoridu molybdenového fluoridem fosforitým nebo hexakarbonylem wolframu.
Lze jej také připravit oxidací molybdenu fluorem při teplotě 900 °C.
Při teplotě okolo 165 °C fluorid molybdeničný disproporcionuje na fluorid molybdenový a molybdeničitý:
2 MoF5 → MoF4 + MoF6

## Vlastnosti
Fluorid molybdeničný je hygroskopická žlutá pevná látka, která existuje jako tetramer. Na vzduchu dýmá. Krystalová struktura se skládá z cyklických tetramerů [MoF5]4, které jsou složeny z deformovaných oktaedrů.